# Branville-Hague

Branville-Hague este o comună în departamentul Manche, Franța. În 1 ianuarie 2018 avea o populație de 183 de locuitori.